# Departamento Libertad
Das Departamento Libertad liegt im Osten der Provinz Chaco im Nordwesten Argentiniens und ist eine von 25 Verwaltungseinheiten der Provinz. 
Es grenzt im Nordwesten an das Departamento General Donovan, im Nordosten an das Departamento Primero de Mayo, im Süden an das Departamento San Fernando und Westen an das Departamento Tapenagá. 
Die Hauptstadt des Departamento Libertad ist Puerto Tirol, eine von Welschtirolern (Trentinern) gegründete Kolonie.

## Bevölkerung
Nach Schätzungen des INDEC stieg die Zahl der Einwohner von 10.822 Einwohnern (2001) auf 10.942 im Jahre 2005.

## Städte und Gemeinden
Das Departamento Libertad ist in folgende Gemeinden aufgeteilt:
- Colonia Popular
- Fortin Cardoso
- Laguna Blanca
- Puerto Tirol

Koordinaten: 27° 18′ S, 59° 12′ W